# Milky Chance
Milky Chance — німецький музичний гурт з Касселя, що складається з вокаліста й гітариста Клеменса Ребайна, басиста й перкусіоніста Філіпа Дауша, гітариста Антоніо Грегера та барабанщика Себастьяна Шмідта.

## Історія
Клеменс Ребайн і Філіп Дауш познайомилися в школі Якоб-Грімм-Шуле в Каселлі, Німеччина у 2012 році. Після того, як барабанщик залишив гурт, Дауш і Ребайн продовжили співпрацювати. Вони поєднують електронну музику з акустичною гітарою, власним вокалом і лірикою. Ребайн написав більшість пісень вдома, потім завантажив їх на YouTube, де вони поступово стали популярними.

## Кар'єра

### «Stolen Dance»
В одному з інтерв'ю група заявила, що їм знадобилося три роки, щоб написати пісню «Stolen Dance». Вперше вона була завантажена на YouTube 4 квітня 2013 року, і гурт не мав високих очікувань стосовно даної пісні. Але вона швидко набула популярності, набравши мільйони переглядів. Станом на червень 2019 року відео містить 508 мільйонів переглядів на YouTube.
Після виходу кліпу, пісня «Stolen Dance» була випущена 5 квітня 2013 року (на власному лейблі Lichtdicht Records) як сингл і досягла першості у чартах Німеччини, Австрії, Люксембургу, Швейцарії та Франції, Бельгії, Польщі, Чехії та Угорщини.

### Альбом Sadnecessary
Sadnecessary — це дебютний студійний альбом гурту, випущений 1 жовтня 2013 року. До альбому входять 12 пісень, серед яких сингли «Stolen Dance» і «Down by the river». Альбом посів у Німеччині 17-е місце в Billboard 200. Після гастролей на підтримку альбому 5 грудня 2013 року, гурт виграв радіо-премію 1Live Krone за кращий сингл з «Stolen Dance».
Пісня «Down by the river» була повторно випущена як сингл 28 березня 2014 року й була відзначена у Франції, Німеччині, Швейцарії та Великій Британії, а також з'явилася в грі EA Sports, FIFA 15.
Sadnecessary був номінований на Європейський незалежний альбом року IMPALA.

### Альбом Blossom
Гурт випустив свій другий альбом Blossom 17 березня 2017 року. Blossom був натхненням досвіду Клеменса і Філіпа за останні два роки у двох різних світах: гастролі й перебування вдома з родиною, друзями. Альбом включає 14 пісень, а також «Bad Things» за участі Ізи Бізу. Перший сингл з цього альбому — «Cocoon».
Гурт розпочав чергове світове турне, яке тривало протягом 2018 року. Вони відвідали понад 26 країн і провели понад 160 шоу.
Під час загального туру Blossom гурт також грав на фестивалі Osheaga (2017), Lollapalooza Chicago & Paris (2017), Austin City Limits Music Festival (2017) та Groovin' The Moo Festival в Австралії (2017).

## Склад
- Клеменс Ребайн — вокал, гітара
- Філіп Дауш — бас, перкусія
- Антоніо Грегер — гітара
- Себастьян Шмідт — ударні

## Дискографія
2013 — Stolen Dance (EP)
2013 — Sadnecessary
2017 — Blossom
2019 — Stay Home Sessions (EP)
2019 — Mind The Moon
2020 — Don't Let Me Down (with Jack Johnson) (сингл)
2021 — Colorado (сингл)